# 국제신문
국제신문(國際新聞, The Kookje Daily News)은 1947년 9월 1일 창간된 대표적인 부울경 지역신문으로 종합 일간지이다. 본사는 부산광역시 연제구 중앙대로 1217(거제1동 76-2) 국제신문빌딩 4~7층에 있다. 1980년 11월 언론통폐합으로 폐간되었다가 1989년 2월 복간했다. 2010년 한국ABC협회에서 공개한 보고서에 따르면 대한민국의 지방 일간지 중에서 발행 부수가 부산일보, 매일신문에 이어 세 번째로 많다. 대표이사 회장은 지광 스님.

## 연혁
- 1947년 9월 1일 산업신문으로 창간
- 1950년 8월 19일 국제신보로 제호 변경
- 1958년 9월 25일 지방지 최초로 조·석간제 실시
- 1977년 6월   국제신문으로 사명 변경
- 1980년 11월 언론통폐합으로 강제 폐간되어 부산일보로 통합됨
- 1989년 2월  분리 복간
- 1990년 5월 롯데그룹에서 인수함
- 1996년 7월 전면 가로쓰기 시행
- 1997년 5월 조간화 전환
- 1999년 9월 1일 롯데그룹에서 계열 분리됨
- 2018년 현 박무성 사장 취임

## 사건
- 국제신문사는 2001년 초 조갑제의 추천을 받아 혐한 논객으로 유명한 구로다 가쓰히로를 논설위원으로 영입한 적이 있다. 조갑제는 국제신문 출신으로 당시 월간조선 편집장 겸 사장이었다. 구로다는 극우신문인 일본 산케이 신문의 서울지국장이었다. 구로다는 당해 3월의 칼럼에서 "영도다리는 한국 전쟁의 상징이지 일제강점기 착취의 상징이 아니다"라고 주장했다. 이 필화 사건 이후 민주언론시민연합(민언련)과 새천년민주당 김경재 의원은 "국제신문은 구로다를 퇴출시키고, 산케이 신문은 서울지국을 폐쇄하라"라는 성명을 냈다.[2]

## 역대 명예 회장
- 송석구 (2008~2011)

## 역대 대표이사 회장
- 이연재 (1957 ~ ?)
- 구인회 (1964 ~ 1969)
- 구자경 (1970 ~ 1982)
- 지광(이정섭) (2006 ~ )

## 역대 대표이사 사장
- 김지태 (1947~1949)
- 이연재 (1949~1957)
- 김형두 (1957~1962)
- 오종식 (1962~1964)
- 서정귀 (1964~1967)
- 이흥배 (1967~1970)
- 하종배 (1970~1976)
- 구자학 (1976~1980)
- 정순민 (1980~1982)
- 최식림 (1988~1990)
- 이광우 (1990~1991)
- 남정식 (1991~1996)
- 남상조 (1996~1999)
- 이종덕 (1999~2006)
- 김광삼 (2006)
- 송석구 (2006~2008)
- 권명보 (2008~2012)
- 차승민 (2012~2017)
- 송문석 (2017~2018)
- 박무성 (2018~2020)
- 이처문 (2020)
- 윤규황 (2021)
- 배재한 (2021~2023)
- 강남훈 (2023~2024)

## 통계
| 년도                          | 발행 부수 (부산) | 발행 부수 (경남) | 비고 |
| ----------------------------- | ---------------- | ---------------- | ---- |
| 2010년                        | 76,094           | 18,400           |      |
| 2012년                        | 78,110           | 19,878           |      |
| 2014년                        | 80,339           | 19,407           |      |
| 2017년                        | 88,710           | 23,754           |      |
| 출처: 한국ABC협회, 미디어오늘 |                  |                  |      |

## 같이 보기
- 지광(이정섭)